# Scopula mappata
Scopula mappata là một loài bướm đêm trong họ Geometridae.